# Маслова, Валерия Олеговна
Валерия Олеговна Маслова (род. 23 января 2001, Ростов-на-Дону) — российская гандболистка, правый и центральный полусредний игрок сборной России и венгерского клуба «Ференцварош». Мастер спорта России. Бронзовый призёр чемпионата мира 2019 года. Чемпионка мира среди юниорок 2018 года.

## Биография
Родилась 23 января 2001 года в городе Ростов-на-Дону. Является племянницей известного футболиста Александра Маслова, лучшего бомбардира чемпионата России 1996 года, выступавшего за клубы «Ростсельмаш», «Сьон» (Швейцария), «Альбасете» (Испания). С детства была активная и спортивная, посещала секции спорта.
В рамках Суперлиги в 2017 году Валерия дебютировала за клуб «Ростов-Дон»на площадке в матче со «Звездой» и сразу же отличилась забитым голом. Всего же в турнире Валерия приняла участие в 7 играх, забросив при этом 13 мячей.
Валерия Маслова была названа лучшим игроком VIII летней Спартакиады среди молодежи.
С 2020 и 2022 год выступала за клуб «Будучност» (Подгорица, Черногория). Автор 25 мячей в розыгрыше Лиги чемпионов сезона 2020/21.
В сезоне-2023/24 играла за французский клуб «Брест»: забросила 240 мячей за 41 игру, получила номинацию на звание лучшего игрока чемпионата Франции.
Летом 2024 года перешла в венгерский клуб «Ференцварош».

## Достижения
- Чемпионка России 2017/18, 2018/19, 2019/20
- Серебряный призёр России 2021/22
- Обладатель Кубка России 2018, 2019
- Обладатель Суперкубка России 2017, 2018, 2019
- Чемпионка Франции 2022/23
- Серебряный призёр Франции 2023/24
- Бронзовый призер чемпионата мира 2019 года
- Чемпионка мира среди девушек до 18 лет 2018 года

## Карьера в сборной
В 2017 году спортсменка была вызвана на тренировочный сбор сборной России по гандболу для подготовки к отборочным матчам чемпионата Европы 2018 года. Чемпионка мира среди юниорок 2018 года в Польше.
Была вызвана в национальную сборную на чемпионат мира 2019 года. Бронзовый призёр чемпионата мира 2019 года, который проходил в Японии.